# Lourinhanosaurus
Lourinhanosaurus là một chi khủng long, được Mateus mô tả khoa học năm 1998.